# Kurat
Kurát je zastarel naziv za katoliškega duhovnika, ki duhovno oskrbuje različne kategorije potrebnih (iz utečenega vsakdanjega življenja) izvzetih ljudi. 
Zgodovinsko poznamo: jetniške, bolniške, ladijske, policijske, vojaške, pa tudi študentske, mladinske, športne in druge kurate. V slovenski zgodovinski zavesti se je v sodobnega Slovenca vsidral izraz »vojaški kurat«, ki je bil naziv vojaškega kaplana pri slovenskih domobrancih, za razliko od partizanskih, ki so se imenovali verski referenti.
Duhovnike, ki kot vojaško osebje opravljajo pastoralo v Slovenski vojski imenujemo vojaški kaplani, njihov nadrejeni je vojaški vikar, ki vodi Vojaški vikariat Slovenske vojske.